# Usedomer Bäderbahn

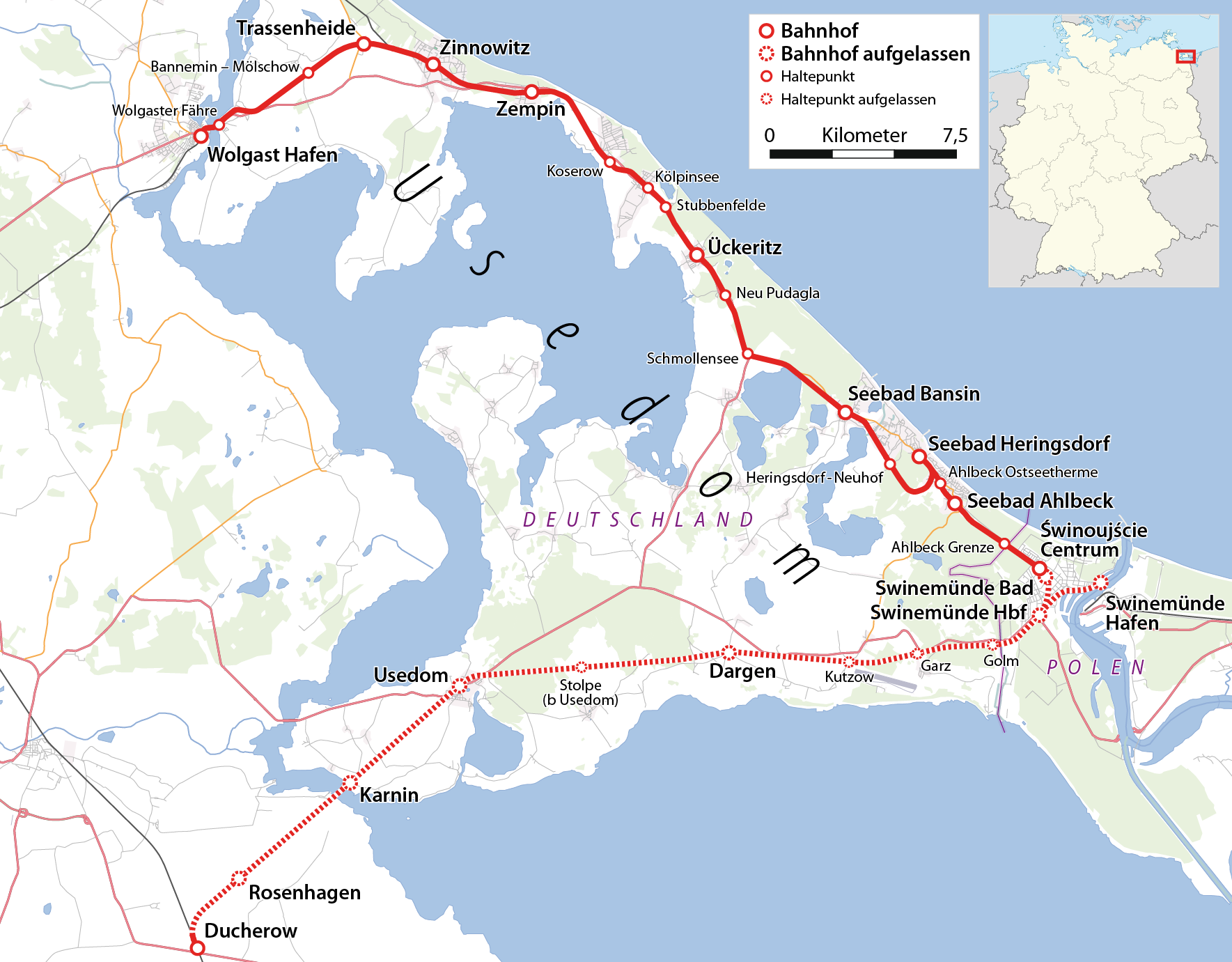
Mapa połączeń kolejowych na i w okolicy wyspy Uznam

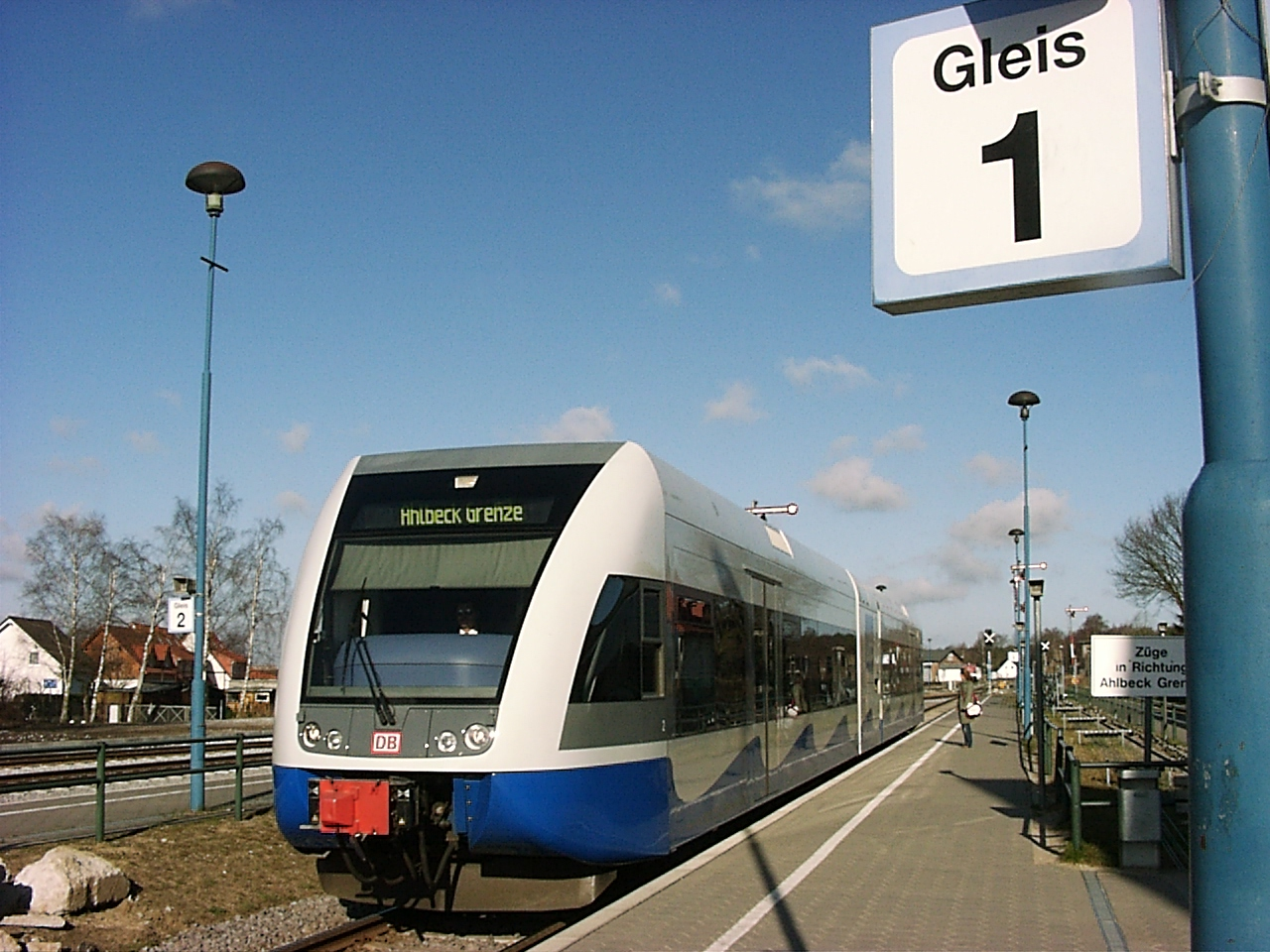
Stacja kolejowa w Zinnowitz

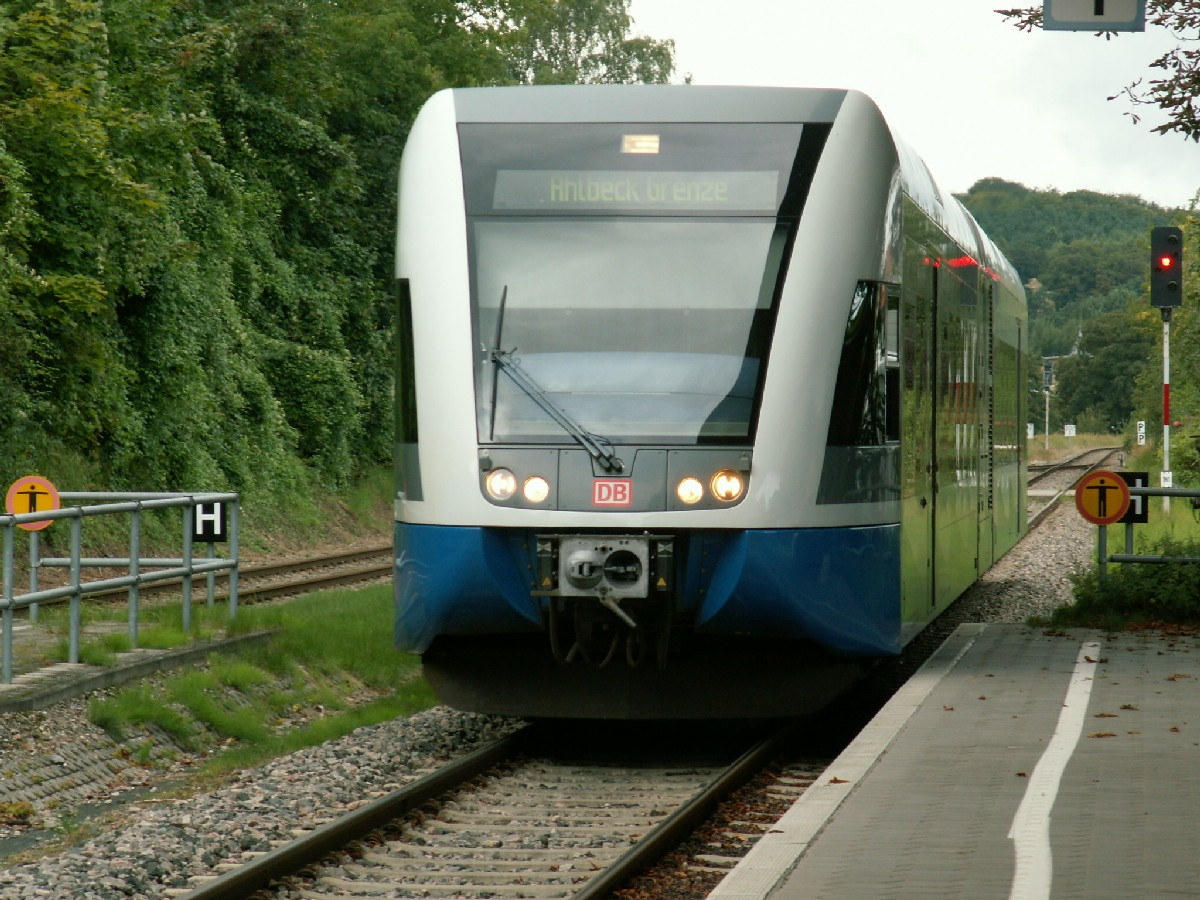
Spalinowy zespół trakcyjny wjeżdżający na stację w Ahlbeck

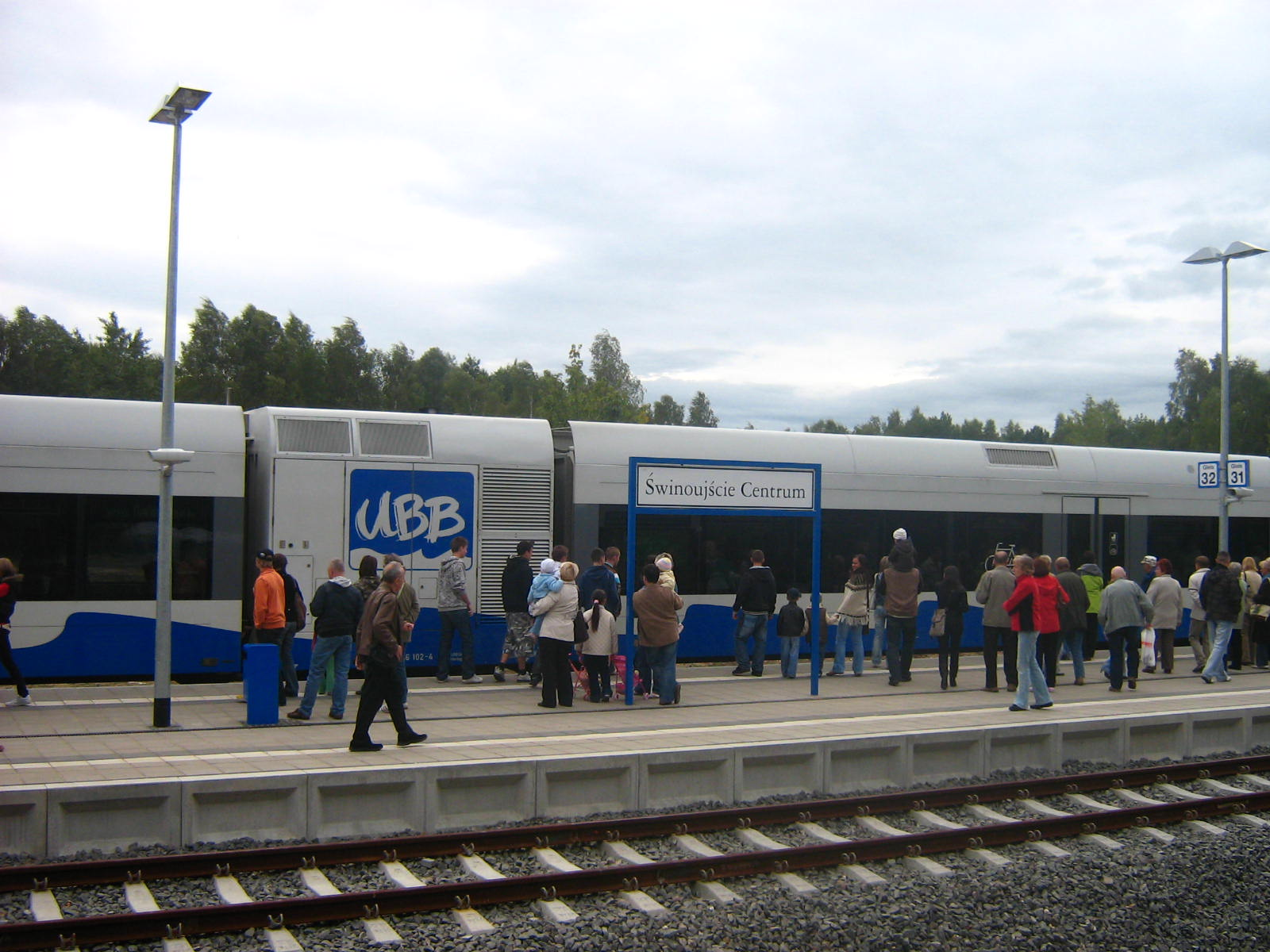
Świnoujście Centrum

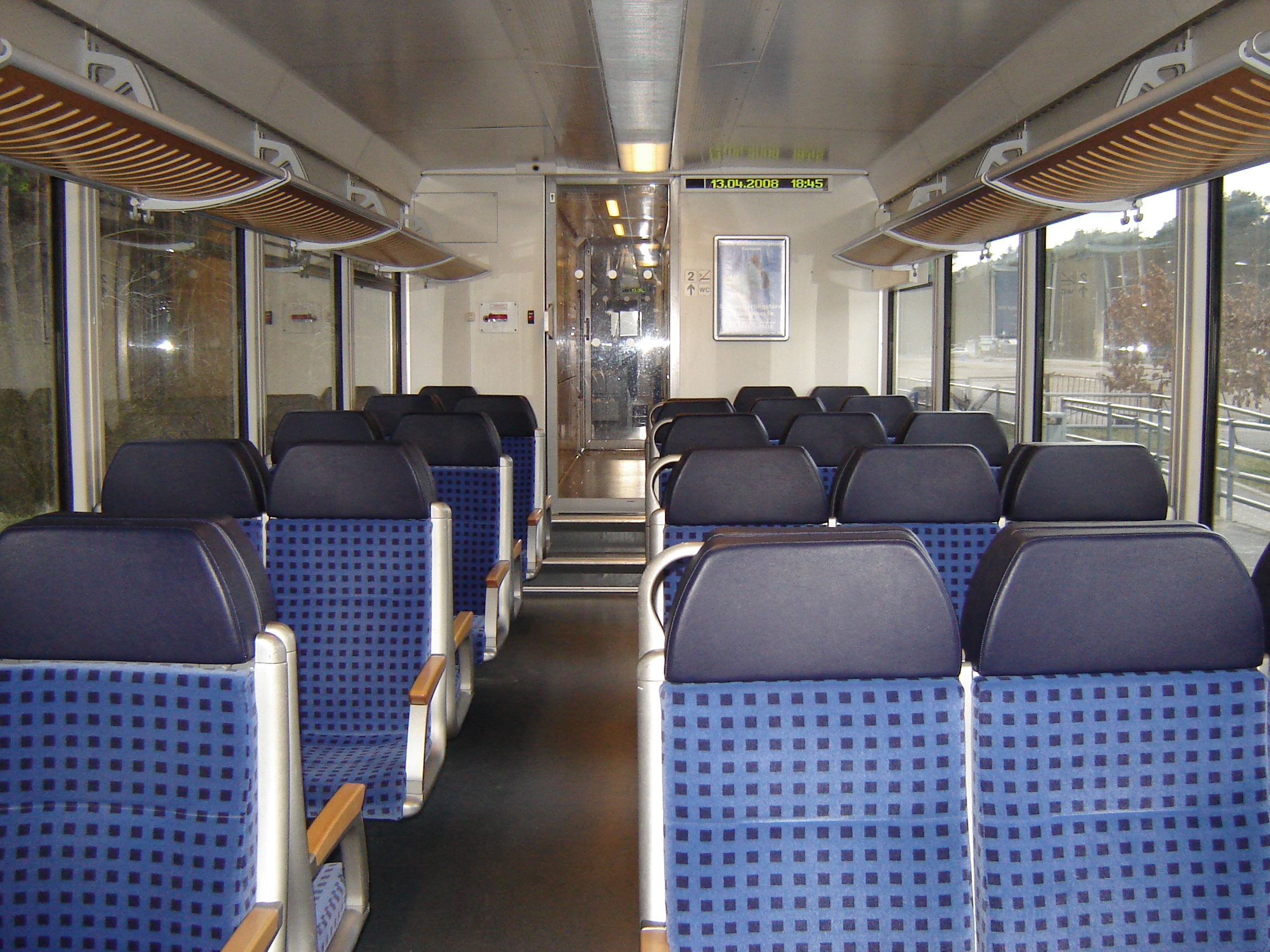
Wnętrze wagonu serii GTW 2/6

Usedomer Bäderbahn GmbH (UBB, pol. Uznamska Kolej Nadmorska) – niemieckie przedsiębiorstwo transportowe z siedzibą w Seebad Heringsdorf, przewoźnik kolejowy i zarządca infrastruktury kolejowej na wyspie Uznam oraz operator na liniach kolejowych Züssow – Wolgast i Velgast – Barth. Spółka jest firmą zależną Deutsche Bahn AG. UBB jest właścicielem polskiego zarządcy infrastruktury kolejowej UBB Polska.
Obsługiwane przez przedsiębiorstwo UBB połączenia kolejowe nazywa się w Republice Federalnej Niemiec Vorpommernbahn (pol. Kolej Pomorza Przedniego).

## Historia
Budowa połączeń kolejowych na wyspie Uznam rozpoczęła się 15 maja 1876 wraz z oddaniem 37-kilometrowego odcinka łączącego Ducherow ze Świnoujściem. W następnych latach sukcesywnie rozbudowywano sieć kolejową m.in. na odcinkach: Świnoujście – Heringsdorf, oraz Warszów – Świnoujście (gdzie odbywał się ruch promowy). Za zakończenie inwestycji uważa się otwarcie 1 czerwca 1911 drugorzędnej kolei Seebad Heringsdorf – Wolgaster Fähre o długości 34,9 km.
Rozkwit nadmorskich połączeń kolejowych przypadł na lata 30. XX wieku. Dzięki krótkiemu czasowi podróży wielu mieszkańców Niemiec decydowało się na wyjazd do nadbałtyckich kurortów. Ruch kolejowy był też zwiększony ze względu na istnienie ośrodka badawczego dla rakiet i broni powietrznej w Peenemünde. Pod koniec II wojny światowej połączenie sieci kolejowej na wyspie z koleją na stałym lądzie zostało zerwane wskutek wysadzenia mostu podnoszonego Hubbrücke Karnin.
W kolejnych latach stale zwiększający ruch spowodował mocne zużycie infrastruktury, co doprowadziło do sytuacji, w której pasażerowie zaczęli wybierać samochód jako główny środek transportu (por. Peenebrücke Wolgast). W latach 90., kolej na wyspie Uznam była bliska likwidacji ze względu na niski poziom konkurencyjności.

## UBB po 1994
21 grudnia 1994 została założona spółka Usedomer Bäderbahn (UBB) z zadaniem obsługi połączeń kolejowych na wyspie Uznam. Ze względu na zniszczoną infrastrukturę oraz znikome potoki pasażerskie konieczny był remont infrastruktury oraz taboru. Od 1 czerwca 1995 przejęła koleje drugorzędne Ahlbeck – Zinnowitz – Wolgaster Fähre i Zinnowitz – Peenemünde, a tym samym sieć linii kolejowych o długości 54 km zagrożoną unieruchomieniem. Odtąd UBB prowadzi działalność jako dopuszczone przedsiębiorstwo infrastruktury i komunikacji kolejowej. UBB dzięki wsparciu Kolei Niemieckiej (Deutsche Bahn) zmodernizowała większość odcinków, wymieniając: zwrotnice, przejazdy, a także zakładając automatyczne szlabany. Po zakończeniu remontu trasy z Wolgast do Züssow w 2004 możliwe jest osiągnięcie prędkości 100 km/h. Ze względu na ścisłe powiązanie z DB, siecią tras dysponują także inne przedsiębiorstwa ruchu towarowego i dalekobieżnego. Kolej UBB oferuje wyłącznie przejazdy 2 klasą. W Centrach Informacji dla Podróżnych w Heringsdorf i Zinnowitz oraz w kasie biletowej w Wolgaście można dodatkowo kupić bilety DB AG.
W 1999 stworzono plan przebiegu linii kolejowej Świnoujście Centrum – Ahlbeck/Garz (granica państwa), którego budowa miałaby się odbyć w dwóch etapach. Dotychczas zrealizowano pierwszy z nich – odbudowę połączenia pomiędzy punktem końcowym toru UBB w miejscowości Ahlbeck (granica państwa) a centrum miasta Świnoujście. Otwarcie połączenia do stacji Świnoujście Centrum odbyło się 20 września 2008 z udziałem przedstawicieli landu Meklemburgii-Pomorza Przedniego, szefów UBB oraz prezydenta Świnoujścia.

## Linie kolejowe UBB
| Linia kolejowa         | Nazwa linii                              |
| ---------------------- | ---------------------------------------- |
| Linia kolejowa nr 6768 | Świnoujście Centrum – Seebad Heringsdorf |
| Linia kolejowa nr 6772 | Züssow – Wolgast Hafen                   |
| Linia kolejowa nr 6773 | Seebad Heringsdorf – Wolgast Hafen       |
| Linia kolejowa nr 6774 | Zinnowitz – Peenemünde                   |
| Linia kolejowa nr 6778 | Velgast – Barth                          |

## Tabor UBB

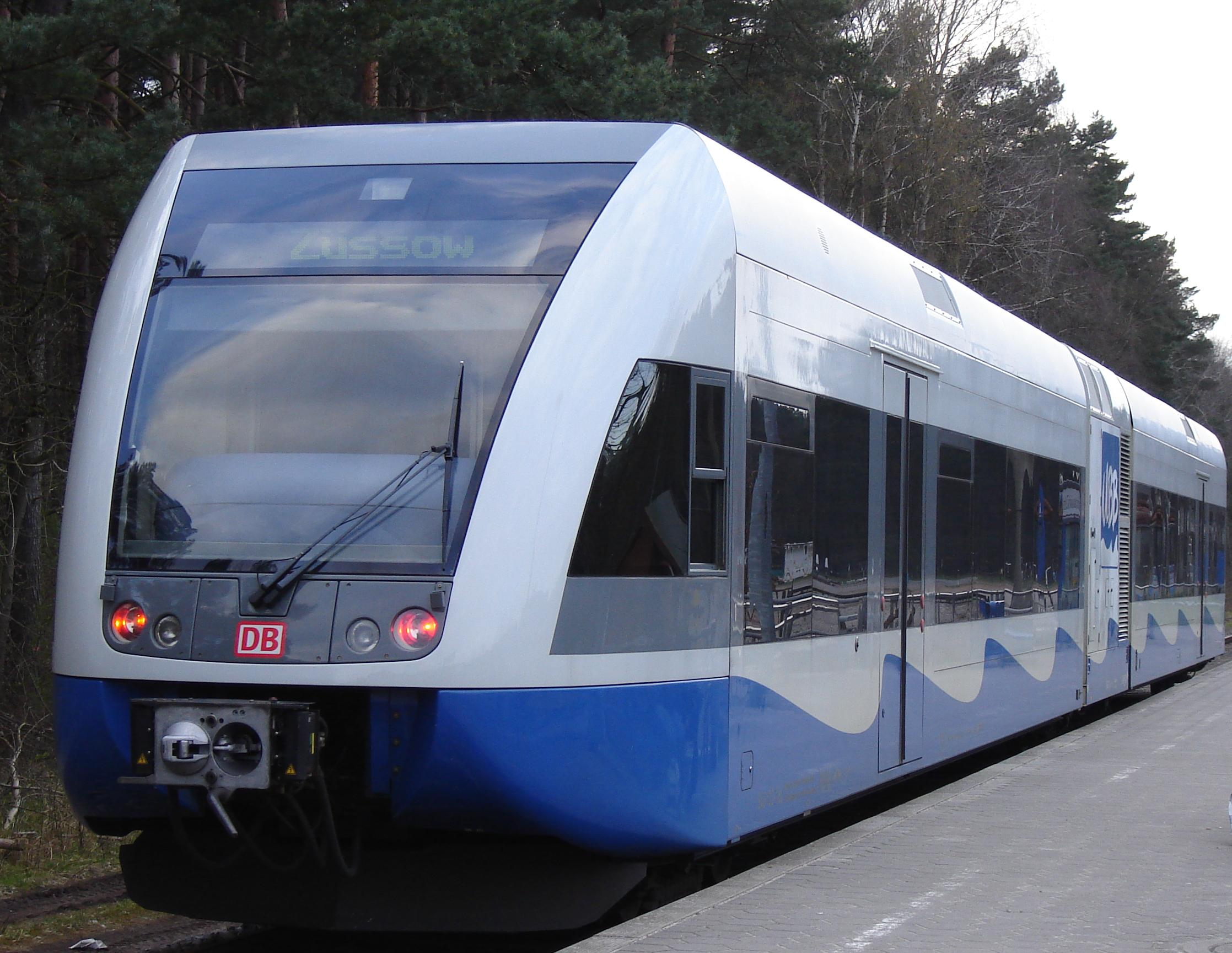
Niskopodłogowy spalinowy zespół trakcyjny serii GTW 2/6 jadący do stacji kolejowej w Züssow

W latach 2000–2003 UBB zakupiło 23 niskopodłogowe spalinowe zespoły trakcyjne serii GTW 2/6. Każdy z pojazdów posiada 126 miejsc siedzących, klimatyzowaną przestrzeń pasażerską, a ponadto wyposażony jest w pomieszczenia wielofunkcyjne, miejsca do transportu rowerów oraz toaletę próżniową. 
Za ich pomocą realizowane są połączenia:
- Świnoujście Centrum – Stralsund
- Stralsund – Barth
- Zinnowitz – Peenemünde

Serwisowanie pojazdów odbywa się warsztacie naprawczym w Seebad Heringsdorf.

## UBB Polska Sp. z o.o.

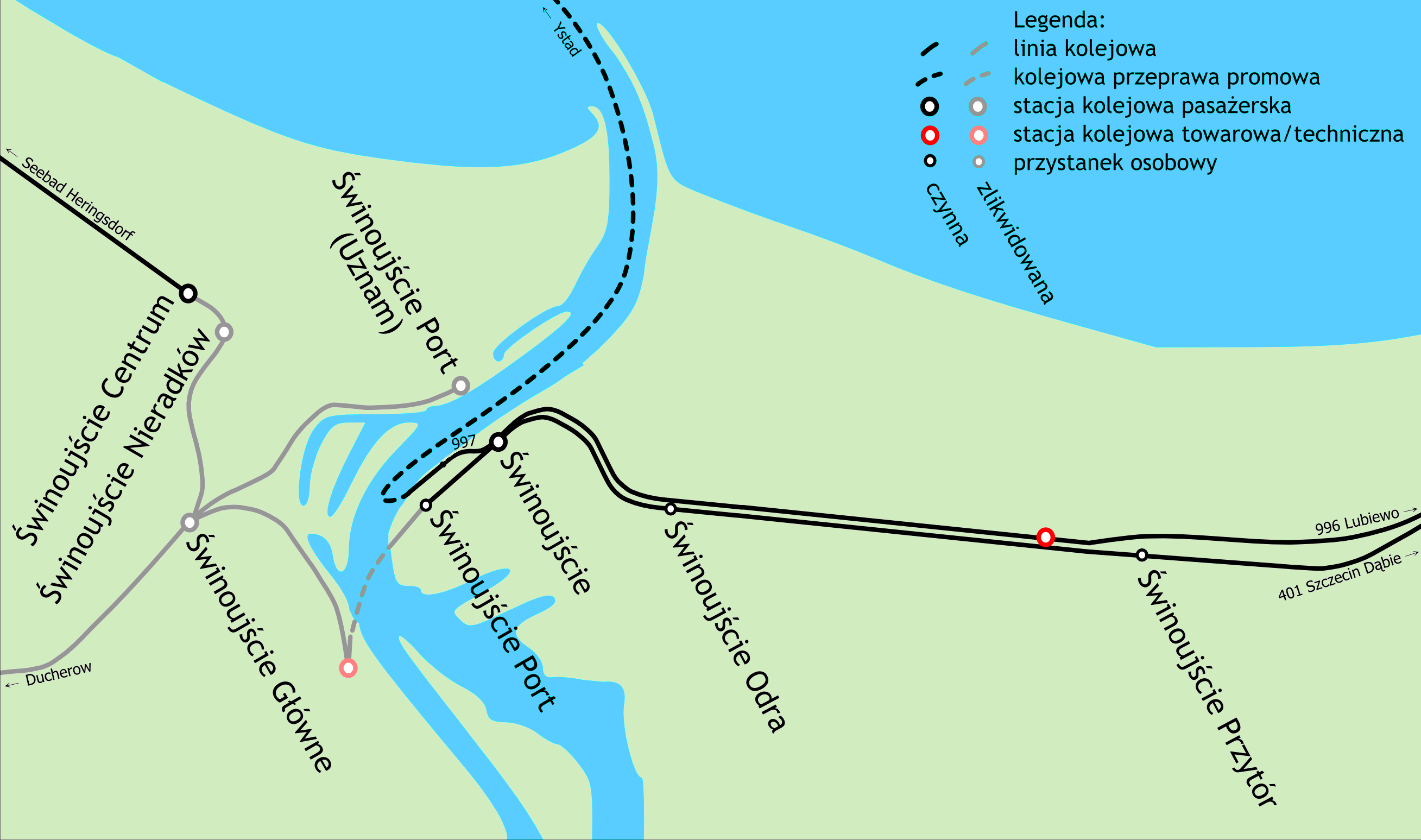
Sieć kolejowa PKP PLK, Terminal Promowy Świnoujście i UBB Polska w Świnoujściu

UBB Polska Sp. z o.o. – polski zarządca infrastruktury kolejowej. Spółka jest własnością niemieckiego przedsiębiorstwa Usedomer Bäderbahn GmbH (UBB), które jest częścią koncernu Deutsche Bahn (DB).
Firma powstała w 2008 r. Przedsiębiorstwo UBB Polska zarządza szlakiem kolejowym Świnoujście Centrum – Ahlbeck Granica Państwa o długości 1,4 kilometra. Stanowi on polski fragment linii kolejowej nr 6768 Ducherow – Seebad Heringsdorf.
Z infrastruktury spółki korzysta obecnie przewoźnik kolejowy UBB, który świadczy usługi transportowe na terenie niemieckiego kraju związkowego Meklemburgia-Pomorze Przednie oraz DB Regio, który w okresie maj-październik realizuje połączenia Berlin Zoologischer Garten – Świnoujście Centrum.
W planach UBB jest rozbudowa infrastruktury kolejowej w Świnoujściu i docelowo rekonstrukcja całej linii kolejowej Ducherow – Seebad Heringsdorf. Będący w fazie projektu drugi szlak kolejowy UBB Polska ma przebiegać z terminalu przeładunkowego paliw płynnych Baltchem do Garz i być dodatkowo połączony łącznicą ze szlakiem Świnoujście Centrum – Ahlbeck Granica Państwa. Drugi szlak kolejowy UBB Polska ma skomunikować miasto Świnoujście z portem lotniczym Heringsdorf oraz pozwolić na wykorzystywanie infrastruktury kolejowej na wyspie Uznam w transporcie towarowym i pasażerskim pomiędzy Berlinem i portem Świnoujście.

### Linie kolejowe UBB Polska
| Linia kolejowa         | Nazwa linii                                   |
| ---------------------- | --------------------------------------------- |
| Linia kolejowa nr 6768 | Świnoujście Centrum – Ahlbeck Granica Państwa |